# Rana daunchina
Rana daunchina é uma espécie de anfíbio da família Ranidae.
É endémica da China.
Os seus habitats naturais são: regiões subtropicais ou tropicais húmidas de alta altitude, pântanos, marismas de água doce, marismas intermitentes de água doce, jardins rurais, florestas secundárias altamente degradadas, lagoas e terras irrigadas.